# Emilia Jones

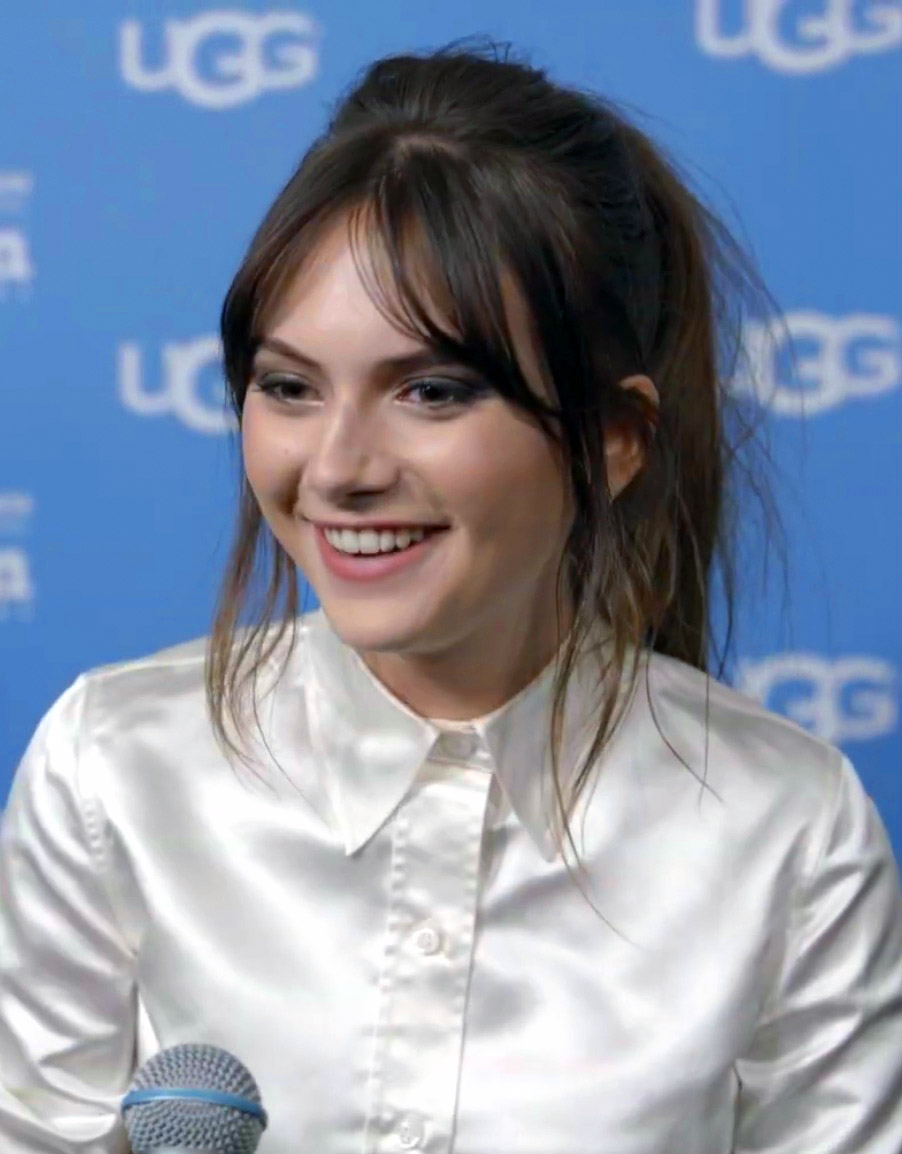
Emilia Jones (2022)

Emilia Annis I. Fosset-Jones (* 23. Februar 2002 in London) ist eine britische Schauspielerin.

## Leben
Emilia Jones wurde als Tochter des walisischen Sängers und Radiomoderators Aled Jones und dessen Frau Claire Fossett geboren.
2011 debütierte sie am Theatre Royal Drury Lane im Londoner West End als junge Prinzessin Fiona im Musical Shrek. Im selben Jahr war sie in der Fernsehserie House of Anubis als junge Sarah Frobisher-Smythe sowie als Jasmine in Zwei an einem Tag mit Anne Hathaway und in Pirates of the Caribbean – Fremde Gezeiten zu sehen. 2013 stand sie in einer Bühnenadaption von The Turn of the Screw als Flora am Londoner Almeida Theatre auf der Bühne und hatte in der Folge Die Ringe von Akhaten der siebenten Staffel der britischen Fernsehserie Doctor Who eine Episodenrolle. In der Fernsehserie Utopia hatte sie eine wiederkehrende Rolle als Alice Ward.
2014 stand sie in Far Away von Caryl Churchill in der Rolle der Joan am Young Vic Theatre auf der Bühne und war im Filmdrama Ein Schotte macht noch keinen Sommer als Lottie zu sehen. In der dreiteiligen englische Science-Fiction-Serie Residue spielte sie 2015 die Rolle der Charlotte. 2016 hatte sie eine Hauptrolle im Western-Thriller Brimstone von Martin Koolhoven, in dem sie an der Seite von Dakota Fanning und Guy Pearce die Rolle der Joanna verkörperte. In der deutschen Fassung von Brimstone sowie Pirates of the Caribbean – Fremde Gezeiten wurde Emilia Jones von Léa Mariage synchronisiert, in Doctor Who, Zwei an einem Tag und Ein Schotte macht noch keinen Sommer lieh ihr Zalina Sanchez die Stimme.
2019 hatte sie in Horrible Histories: The Movie – Rotten Romans eine weitere Hauptrolle, für ihre Darstellung der Orla wurde sie für den British Academy Children’s Awards der British Academy of Film and Television Arts (BAFTA) neben dem männlichen Hauptdarsteller Sebastian Croft in der Kategorie Young Performer nominiert. In der Netflix-Serie Locke & Key (2020) gehört sie zur Hauptbesetzung. Sie spielt darin die Rolle der Kinsey Locke, ihre Geschwister Tyler und Bode werden von Connor Jessup und Jackson Robert Scott verkörpert, deren Mutter Nina von Darby Stanchfield. Für ihre Darstellung der Ruby Rossi im US-Filmdrama Coda (2021) von Siân Heder wurde sie im Rahmen der Gotham Awards 2021 mit dem Breakthrough Actor Award ausgezeichnet.
2022 erhielt sie an der Seite von Scoot McNairy eine Hauptrolle in Fairyland von Regisseur Andrew Durham basierend auf dem Buch Fairyland: A Memoir of My Father von Alysia Abbott. In dem beim Sundance Film Festival 2023 veröffentlichten Spielfilm Cat Person hatte sie an der Seite von Nicholas Braun und Geraldine Viswanathan eine Hauptrolle als Margot.

## Filmografie (Auswahl)
- 2011: House of Anubis (Fernsehserie, 8 Folgen)
- 2011: Pirates of the Caribbean – Fremde Gezeiten (Pirates of the Caribbean: On Stranger Tides)
- 2011: Zwei an einem Tag (One Day)
- 2013: Doctor Who (Fernsehserie, Folge: Die Ringe von Akhaten/The Rings of Akhaten)
- 2013–2014: Utopia (Fernsehserie, 8 Folgen)
- 2014: Ein Schotte macht noch keinen Sommer (What We Did on Our Holiday)
- 2015: Wölfe (Wolf Hall, Fernsehserie, Folge Three Card Trick)
- 2015: Residue (Miniserie)
- 2015: Ewige Jugend (Youth)
- 2015: High-Rise
- 2016: Brimstone
- 2018: Ghostland
- 2018: Two for Joy
- 2018: Ein Mops zum Verlieben (Patrick)
- 2019: Horrible Histories: The Movie – Rotten Romans
- 2019: Nuclear
- 2020–2022: Locke & Key (Fernsehserie, 28 Folgen)
- 2021: Coda
- 2023: Fairyland
- 2023: Cat Person
- 2024: Winner

## Auszeichnungen und Nominierungen
- 2019: British Academy Children’s Awards – Nominierung in der Kategorie Young Performer für Horrible Histories: The Movie – Rotten Romans[7]
- 2021: Gotham Awards – Auszeichnung als Beste/-r Nachwuchsdarsteller/-in (Coda)[9][10]
- 2021: Hollywood Music in Media Awards – Auszeichnung als Bester Song – Independent Film („Beyond the Shore“ aus Coda)
- 2021: Hollywood Music in Media Awards – Auszeichnung als Bester Song – Onscreen Performance („Both Sides Now“ in Coda)[13]
- 2022: British Academy Film Awards – Nominierung in der Kategorie Beste Hauptdarstellerin für Coda
- 2022: Critics’ Choice Movie Awards – Nominierung in der Kategorie Beste Jungdarsteller für Coda[14]
- 2022: Screen Actors Guild Awards – Auszeichnung in der Kategorie Bestes Schauspielensemble für Coda[15][16]
- 2022: Music City Film Critics Association Awards – Auszeichnung als Best Young Actress für Coda[17][18]
- 2022: London Critics’ Circle Film Award – Nominierung als Bester britischer Nachwuchsdarsteller für Coda